# Věroslav Vondrouš
Věroslav Vondrouš (2. května 1925 – červenec 2008) byl český a československý politik Československé strany socialistické, poúnorový poslanec Národního shromáždění ČSSR a poslanec Sněmovny lidu Federálního shromáždění a České národní rady za normalizace i v prvních měsících po sametové revoluci.

## Biografie
Ve volbách roku 1964 byl zvolen za ČSS do Národního shromáždění ČSSR za Východočeský kraj. V Národním shromáždění zasedal až do konce volebního období parlamentu v roce 1968.
K roku 1968 se profesně uvádí jako instruktor Okresního zemědělského sdružení z obvodu Přelouč. Bydlel v obci Choteč.
Po federalizaci Československa usedl roku 1969 do Sněmovny lidu Federálního shromáždění (volební obvod Přelouč). Mandát obhájil ve volbách v roce 1971, volbách v roce 1976, volbách v roce 1981 a volbách v roce 1986. Ve Federálním shromáždění setrval až do konce volebního období parlamentu v roce 1990, tedy do prvních svobodných voleb. Nebyl tedy zbaven mandátu v rámci procesu kooptace do Federálního shromáždění po sametové revoluci. Ve volebním období 1969–1971 zasedal také v České národní radě.